# Colèstasi
En medicina, la colèstasi és quan la bilis no pot fluir del fetge al duodè. Bàsicament es distingeix entre un tipus obstructiu de colèstasi: on hi ha un bloqueig mecànic en el conducte que pot formar un càlcul o formar una forma maligna i els tipus metabòlics de colèstasi que són alteracions en la formació de la bilis que poden ser ocasionats per defectes genètics o adquirits com a efecte secundari de certs medicaments.
El fetge té entre les seves funcions la de secretar bilis. Els petits canals de la superfície del fetge s'uneixen per a formar estructures més grans anomenades canals de Hering, les quals també s'agrupen en uns conductes de la bilis que entren al duodè, a l'ampul·la de Vater.

## Etiologia
- Massa abdominal (per exemple. càncer)
- Malalties pediàtriques del fetge
- Traumatisme biliar
- Anomalies congènites del tracte biliar
- Càlculs
- Colèstasi intrahepàtica en l'embaràs
- colangitis biliar primària
- Colangitis esclerosant primària, associada amb inflamació intestinal
- Algunes substàncies com. flucloxacil·lina i eritromicina)

## Símptomes
- Pruïja: és el principal símptoma de colèstasi.
- Icterícia: comuna en el cas de colèstasi obstructiva.
- Deposicions pàl·lides implica colèstasi obstructiva.
- Orina fosca